# Chicago Bulls 2015-2016
La stagione 2015-16 dei Chicago Bulls fu la 50ª nella NBA per la franchigia.
I Chicago Bulls arrivarono quarti nella Central Division della Eastern Conference con un record di 42-40, non qualificandosi per i play-off.

## Roster
| N° | Naz.                   | Ruolo | Sportivo          | Anno | Alt. | Peso |
| -- | ---------------------- | ----- | ----------------- | ---- | ---- | ---- |
| 0  | Stati Uniti (bandiera) | G     | Aaron Brooks      | 1985 | 183  | 73   |
| 1  | Stati Uniti (bandiera) | G     | Derrick Rose      | 1988 | 191  | 86   |
| 3  | Stati Uniti (bandiera) | A     | Doug McDermott    | 1992 | 203  | 102  |
| 5  | Stati Uniti (bandiera) | A     | Bobby Portis      | 1995 | 211  | 104  |
| 6  | Brasile (bandiera)     | C     | Cristiano Felício | 1992 | 208  | 125  |
| 7  | Stati Uniti (bandiera) | G     | Justin Holiday    | 1989 | 198  | 84   |
| 12 | Stati Uniti (bandiera) | G     | Kirk Hinrich      | 1981 | 193  | 86   |
| 13 | Francia (bandiera)     | C     | Joakim Noah       | 1985 | 211  | 105  |
| 16 | Spagna (bandiera)      | A     | Pau Gasol         | 1980 | 213  | 103  |
| 20 | Stati Uniti (bandiera) | G     | Tony Snell        | 1991 | 201  | 91   |
| 21 | Stati Uniti (bandiera) | A     | Jimmy Butler      | 1989 | 201  | 101  |
| 22 | Stati Uniti (bandiera) | A     | Taj Gibson        | 1985 | 206  | 102  |
| 34 | Stati Uniti (bandiera) | A     | Mike Dunleavy     | 1980 | 206  | 100  |
| 41 | Australia (bandiera)   | A     | Cameron Bairstow  | 1990 | 206  | 113  |
| 44 | Montenegro (bandiera)  | A     | Nikola Mirotić    | 1991 | 208  | 100  |
| 55 | Stati Uniti (bandiera) | G     | E'Twaun Moore     | 1989 | 193  | 87   |

### Staff tecnico
- Allenatore: Fred Hoiberg
- Vice-allenatori: Randy Brown, Charlie Henry, Mike Wilhelm, Pete Myers, Jim Boylen
- Preparatore atletico: Jeff Tanaka